# سیارک ۲۰۸۸۷
سیارک ۲۰۸۸۷ (به انگلیسی: 20887 Ngwaikin، نامگذاری:2000WP2) بیست هزار و هشتصد و هشتاد و هفتمین سیارک کشف شده‌است که در ۱۸ نوامبر ۲۰۰۰ کشف شد.
قدر مطلق سیارک برابر ۱۷.۸ است.